# Sergio Carrasco
Sergio Carrasco García (Puerto Serrano, 17 febbraio 1985) è un ex ciclista su strada spagnolo.

## Piazzamenti

### Grandi Giri
- Vuelta a España

2010: 93º
2012: 94º